# Bahnhof Göttingen

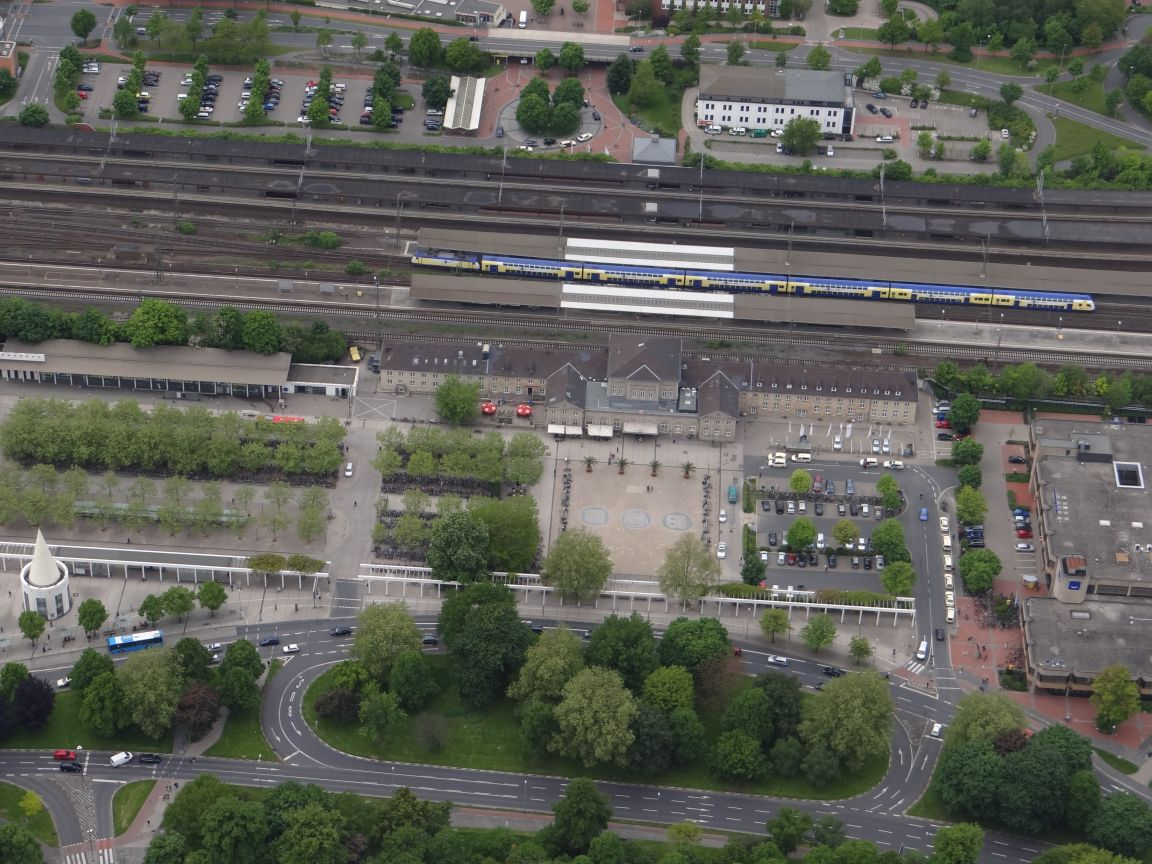
Luftbild des Bahnhofs (2013)

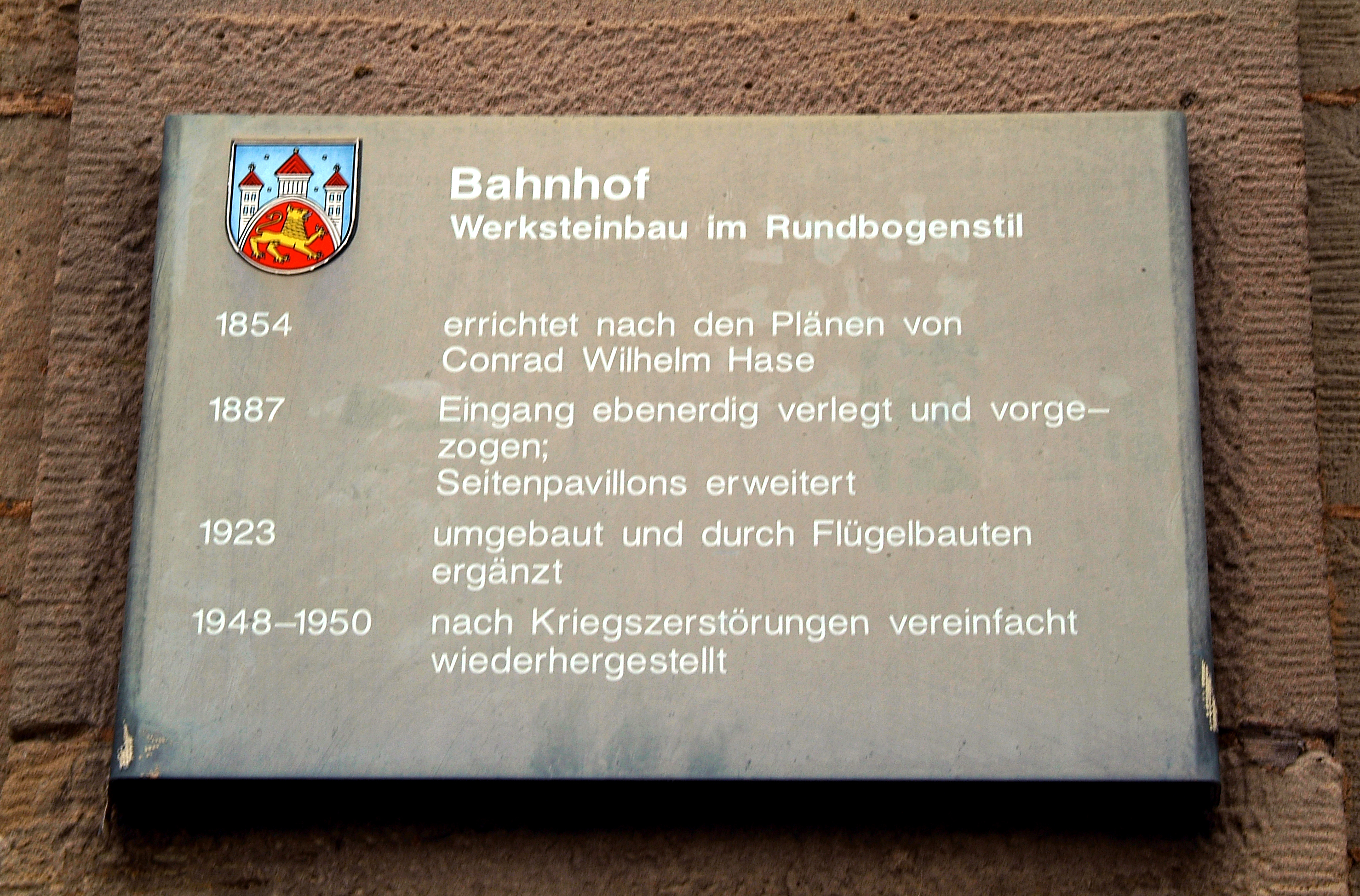
Stadttafel „Bahnhof, Werksteinbau im Rundbogenstil“ mit Kurzinfos zur Baugeschichte

Der Bahnhof Göttingen (IATA-Bahnhofs-Code ZEU) ist ein Fern- und Regionalverkehrs-Halt und der einzige Bahnhof der Stadt Göttingen. Der 1854 als Station der Hannöverschen Südbahn eingeweihte Bahnhof schließt sich westlich an den Göttinger Stadtkern an. Der Bahnhof besitzt heute vier Bahnsteige mit jeweils zwei Durchgangsgleisen. Hinzu kommt ein Durchfahrgleis für den Güterverkehr zwischen dem Bahnhofsgebäude und den Bahnsteigen. 2013 wurde der Bahnhof von der Allianz pro Schiene als „Bahnhof des Jahres“ in der Kategorie „Großstädte“ ausgezeichnet.
Der Bahnhof zählt täglich 230 Zughalte und insgesamt 51.000 Reisende und Besucher (Stand Mai 2019).

## Geschichte
Im Zuge der Planungen für den Bau der Hannöverschen Südbahn von Hannover nach Kassel beschloss der Magistrat der Stadt Göttingen 1851, den Bau eines Bahnhofs westlich der Innenstadt zu beantragen. Es folgten danach drei Jahre teils heftiger Diskussionen unter den Bürgern und insbesondere der betroffenen Grundstückseigner, bis zur 1853 erfolgten Grundsteinlegung. Die Bauplanung für die Gebäude übernahmen die Eisenbahnarchitekten Adolf Funk, Conrad Wilhelm Hase und Julius Rasch; die Bauleitung hatte Emil Hackländer. Die Gestaltung des Bahnhofs folgte dem Vorbild des 1847 fertiggestellten „Central-Bahnhofs zu Hannover“ im Hannoverschen Rundbogenstil, allerdings hier aus Natursteinen. Am 31. Juli 1854 wurde der Betrieb mit einem Einweihungsfest aufgenommen.
Die Hannöversche Südbahn wurde im Juli 1854 mit der Strecke Alfeld–Göttingen eröffnet. 1856 wurde sie bis Kassel verlängert, wobei die ursprüngliche Verbindung von Göttingen aus nach Süden und Hann. Münden zuerst nur über die Dransfelder Rampe verlief, um das Territorium des Königreichs Hannover nicht zu verlassen. Nach der Annexion des Königreichs Hannover durch Preußen 1866 entstand eine nicht mehr so steile Alternativstrecke ab 1867 mit der Bahnstrecke Göttingen–Bebra bis Eichenberg, die 1876 bis nach Bebra erweitert wurde und in Eichenberg wiederum Anschluss nach Kassel hatte.
Das Bahnhofs-Empfangsgebäude in Göttingen wurde mit der Streckeneröffnung 1854 eingeweiht.
Ein wesentlicher Umbau des Bahnhofes erfolgte von 1913 bis 1924, mit einer Unterbrechung während des Ersten Weltkriegs. Insbesondere wurden die Gleise hochgelegt, was einen kreuzungsfreien Straßenverkehr erlaubte, den man fortan seitlich durch Unterführungen (Gronaer Chausse, heute Groner Landstraße; Godehardstraße) leitete. Im südlichen Teil wurde die Eichenberger Strecke nach Westen an die Dransfelder Rampe verlegt, der alte Verlauf war die heutige Eisenbahnstraße in Göttingen und Am Flüthedamm in Rosdorf. Aber auch das Empfangsgebäude wurde umgebaut und erhielt Anbauten. Die bis dahin direkt am Bahnhof endende Gartetalbahn, eine 750-mm-Schmalspurbahn, die zeitweilig bis Duderstadt und bis zur Stilllegung im Jahre 1959 noch bis Rittmarshausen führte, bekam im Zuge dieser Höherlegung einen eigenen Bahnhof Göttingen Süd etwa 400 Meter weiter südlich, damit auch sie die Groner Chaussee nicht kreuzen musste und der Normalspuranschluss abgesenkt werden konnte.

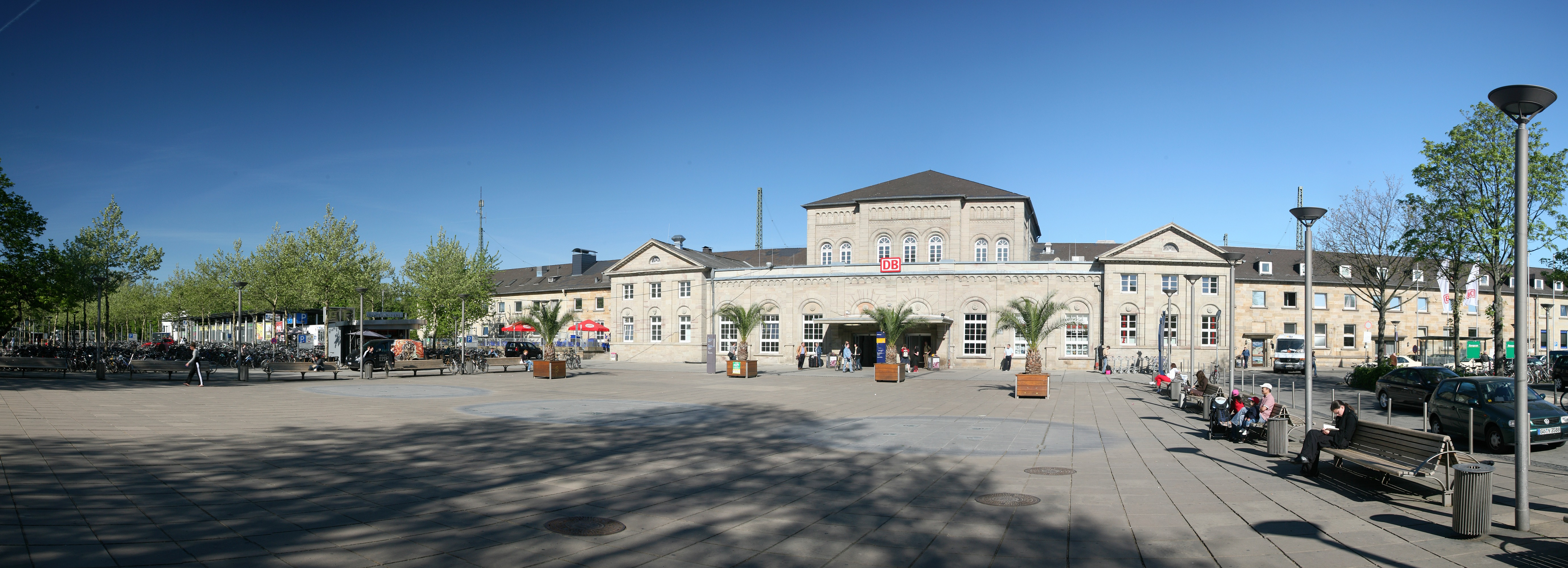
Ansicht vom Vorplatz

Durch Bombenangriffe wurde der Bahnhof im Zweiten Weltkrieg stark beschädigt. Das Empfangsgebäude wurden in der Nachkriegszeit in vereinfachter Form wieder aufgebaut und erweitert. Ab 1963 war Göttingen an das elektrifizierte Streckennetz angeschlossen. In den 1960er Jahren wurde der Bahnhofsvorplatz erneut umgebaut und auf die Anforderungen des Kraftfahrzeugverkehrs ausgerichtet. Die Busse, die bis dahin nahezu direkt vor dem Bahnhofsgebäude abfuhren, hielten nun am Zentralen Omnibusbahnhof (ZOB), südlich des Empfangsgebäudes, vor dem PKW-Parkplatzflächen entstanden. Die alte Strecke der Hannöverschen Südbahn über die Dransfelder Rampe und Dransfeld wurde im Mai 1980 stillgelegt.

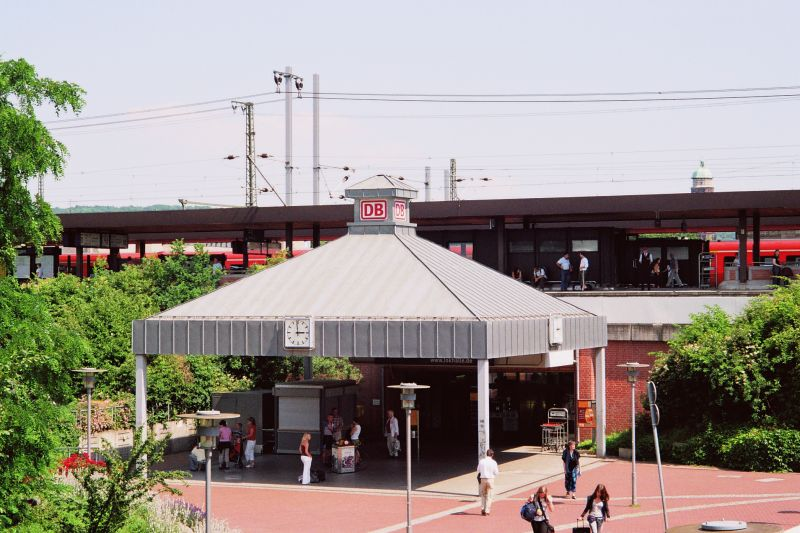
Beim Bau der Schnellfahrstrecke wurde auch ein westlicher Ausgang geschaffen.

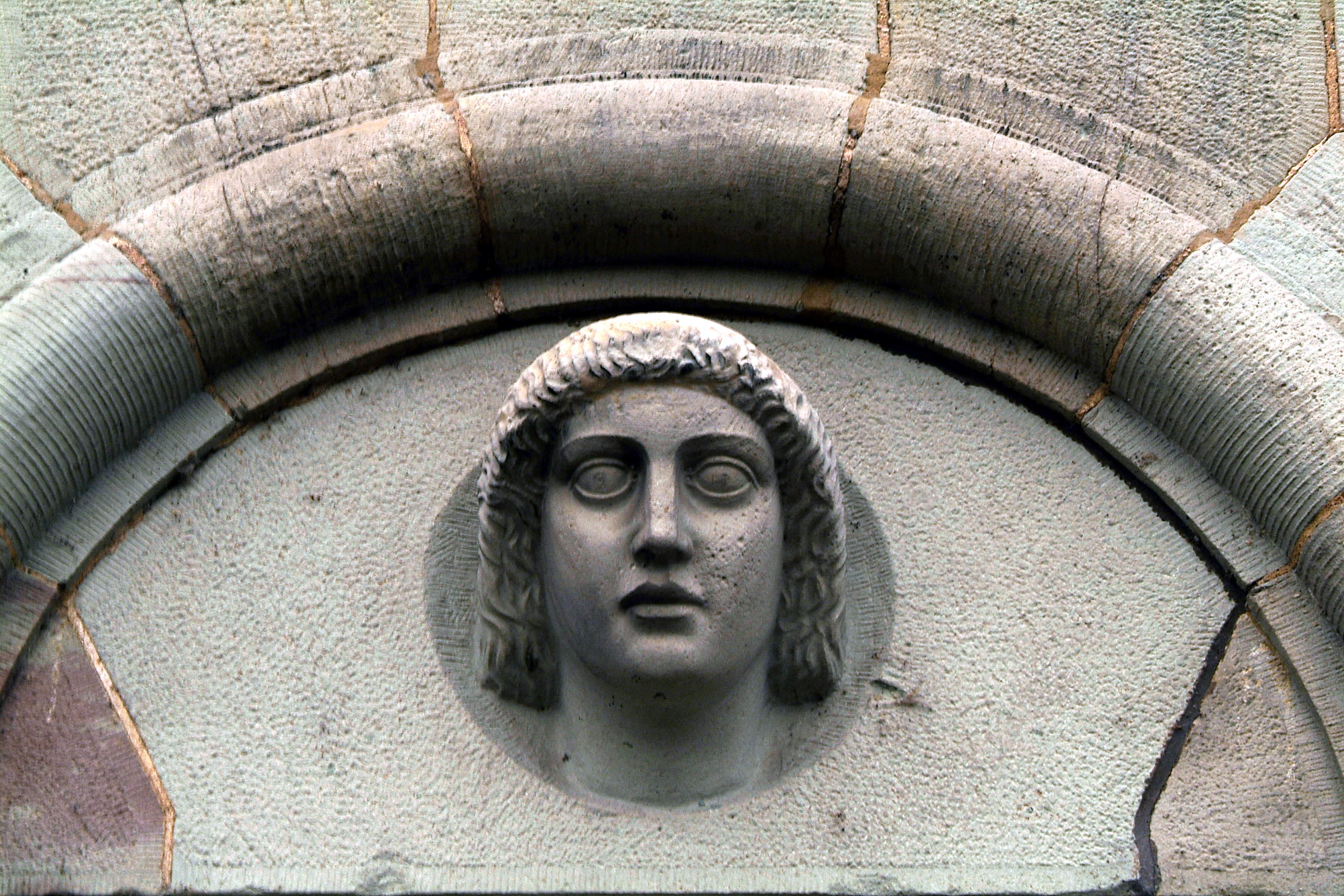
Vollplastischer Kopf eines jungen Mannes; Detail an der Fassade des Empfangsgebäudes

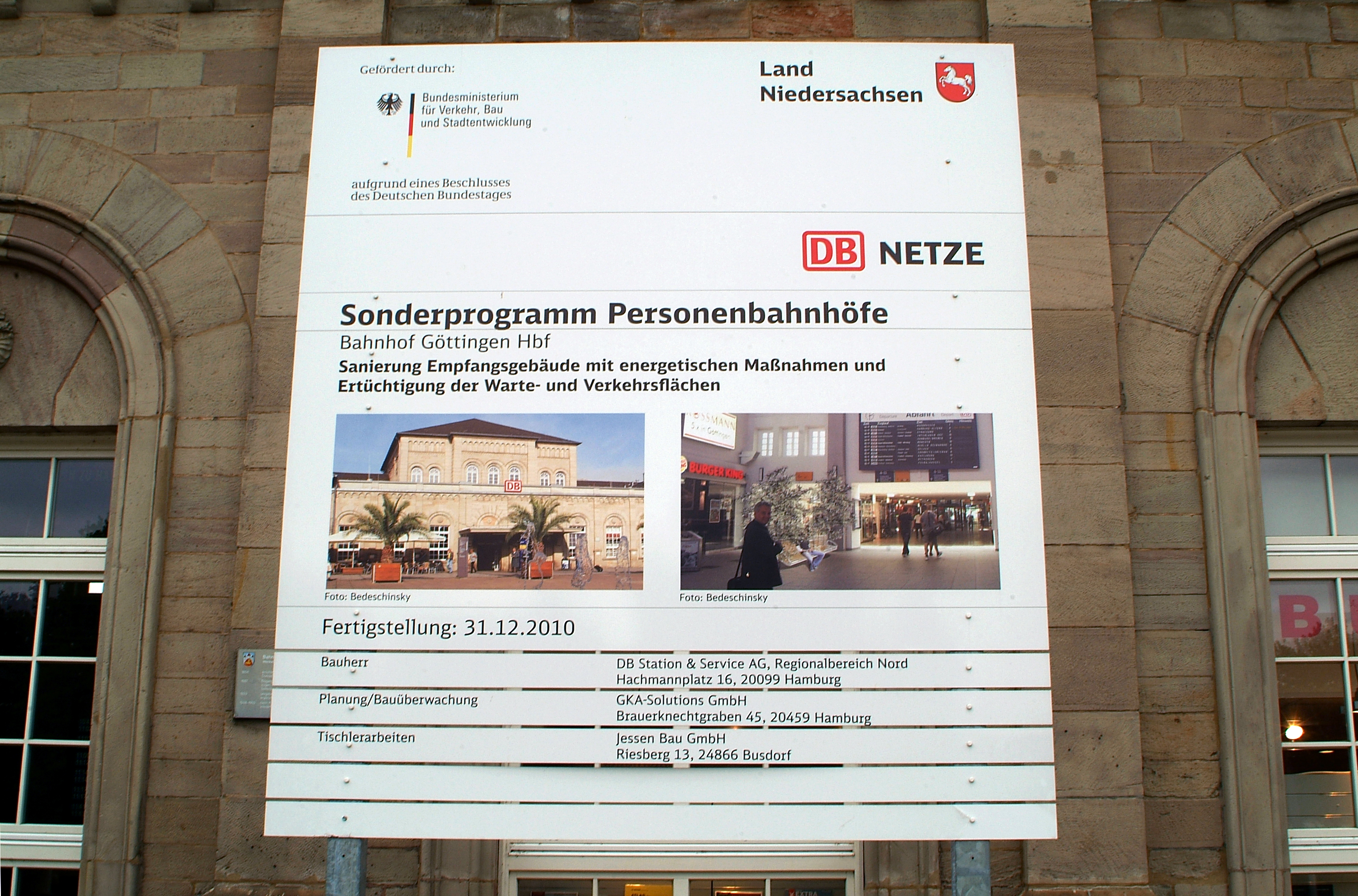
Infotafel zur Sanierung: „Fertigstellung: 31. Dezember 2010“
Foto von September 2011

Als Bahnhof der im Bau befindlichen Schnellfahrstrecke Hannover–Würzburg wurde die Station zwischen 1984 und 1989 umfassend umgebaut. Die ersten, im Jahr 1971 vorgelegten Planungen der Neubaustrecke hatten dabei in Niedersachsen einen Streckenverlauf im Weserbergland über Holzminden vorgesehen. Nach Protesten des Landes sowie verschiedener Untersuchungen und Gutachten fiel 1976 die Entscheidung für die heute bestehende Führung über Göttingen. Auf insgesamt 4,0 km Länge wurden die Gleisanlagen im westlichen Bereich des Bahnhofs angepasst. Der Bahnhofsbereich war ein eigener Planfeststellungsabschnitt der Neubaustrecke (Nr. 3.8, km 98,750 bis 101,000). Das Raumordnungsverfahren in diesem Bereich war am 30. September 1977 abgeschlossen worden.
Noch 1981 war vorgesehen, die Neubaustrecke dreigleisig durch den Bahnhof zu führen: Neben den beiden Hauptgleisen der Neubaustrecke (Westkante Bahnsteig C, Ostkante Bahnsteig D), war dabei ein Reisezug-Überholungsgleis (Westkante Bahnsteig D) vorgesehen. Vom ehemaligen Bahnsteig C fuhr zuletzt nur noch der Nahverkehr Richtung Bodenfelde ab.
Letztlich wurde der Bahnhof westlich um einen Bahnsteig (Gleise 10/11) erweitert, wobei der bisherige Bahnsteig C (Gleise 8/9) abgerissen und im Stil des benachbarten, neuen Bahnsteigs wieder errichtet wurde. Mehrere Gebäude des ehemaligen Ausbesserungswerkes mussten für den neu entstandenen Westeingang in diesem Bereich dazu abgerissen sowie eine Reisezug-Behandlungsanlage aufgegeben und an anderer Stelle neu errichtet werden. Der erste der beiden Neubaustrecken-Bahnsteige wurde im September 1987 fertiggestellt. Der 400 m lange Bahnsteig C ging zum Winterfahrplanwechsel 1988/89 in Betrieb.
Der Bahnhof kann auf den Neubaustrecken-Gleisen mit bis zu 120 km/h durchfahren werden, der anschließende Bogen im Bereich des Rangierbahnhofs mit 200 km/h. Diese Durchfahrgeschwindigkeit des Bahnhofs wurde festgelegt, da alle Personenzüge ohnehin in Göttingen halten sollten und diese Geschwindigkeit für Güterzüge als ausreichend erachtet wurde.
Mit insgesamt 172 Ankünften und Abfahrten regelmäßig verkehrender Fernzüge pro Tag stand der Bahnhof im Sommerfahrplan 1989 auf Platz 18 im Netz der Deutschen Bundesbahn.
Bis Ende der 1980er Jahre bestand eine weitere Fernverbindung mit Düsseldorf über Ottbergen–Paderborn (ein bis zwei D-Paare).
1994 war zeitweise die Bedienung des Bahnhofs Göttingen durch Züge der ICE-Linie 3 (Hamburg–Frankfurt am Main–Basel) fraglich: Durch die Streichung des Haltes in Göttingen zum Fahrplanwechsel im Mai 1995 sollten Fahrzeiten an den Endpunkten der Linie angepasst werden. Mitte Juli 1994 einigte sich das Land Niedersachsen, die Region Südniedersachsen und die Deutsche Bahn AG, den ICE-Halt der Linie 3 in Göttingen durch die Heraufsetzung der fahrplanmäßigen Höchstgeschwindigkeit auf 280 km/h zu erhalten. Der Bundesverkehrsminister stimmte einem entsprechenden Antrag der Deutschen Bahn zu. Obwohl nach dem ICE-Unglück von Eschede die Höchstgeschwindigkeit wieder auf 250 km/h reduziert wurde, halten (mit Ausnahme des ICE Sprinters) fast alle ICE-Züge in Göttingen.
Ab Ende der 1990er Jahre erfolgte aufgrund der in Hannover stattfindenden Weltausstellung Expo 2000 in drei Stufen eine Sanierung des Bahnhofs. Zunächst wurde die Unterführung im Bereich der Altbahnsteige A und B (Gleise 4/5 und 6/7) erweitert sowie in diesem Tunnel weiterer Raum für den Einzelhandel geschaffen. Die Altbahnsteige wurden ebenfalls saniert, wobei sich der Schwerpunkt nur auf den Zugangsbereich mit einer teilverglasten Bahnsteigüberdachung und neu geschaffenen Aufzugsanlagen (die aufgrund fehlender EBA-Genehmigungen noch Monate stillstanden) erstreckte. In der dritten Phase wurde der zu den Gleisen gelegene Teil der Empfangshalle mit WC und Gepäckschließfächern ausgestattet. Gleichzeitig sind die drei Durchfahrgleise zwischen Empfangsgebäude und Bahnsteig A auf ein Gleis reduziert worden.
Ende 2006 endeten die umfangreichen Umbauarbeiten, bei denen in der letzten Phase unter anderem die komplette Eingangshalle des Bahnhofs renoviert wurde. In der neu entstandenen Geschäftszeile entstand unter anderem die Filiale einer Fast-Food-Kette. Der 13,8 Millionen Euro teure Umbau wurde Ende März 2007 fertiggestellt.
Im Zuge der Konjunkturprogramme erhielt das Empfangsgebäude 2010/2011 von der DB Station&Service AG eine energetische Sanierung. Im Herbst 2012 wurden die Fahrradabstellanlagen komplett erneuert und deutlich erweitert. Ebenso fand eine Erneuerung der Dynamischen Fahrgastinformationsanlagen (DFI) zur Verbesserung der Informationsqualität im Stadtbus- und Regionalverkehr statt.
Im August 2013 wurde Göttingen von der Allianz pro Schiene als „Großstadtbahnhof des Jahres“ ausgezeichnet.
In die Sanierung des Streckenabschnitts Kassel–Göttingen, zwischen dem 23. April 2021 bis 16. Juli 2021, war auch der Bahnhof einbezogen. In Nord- und Südkopf wurden eine Reihe von Weichen erneuert und Gleise umgebaut.

## Bedienung

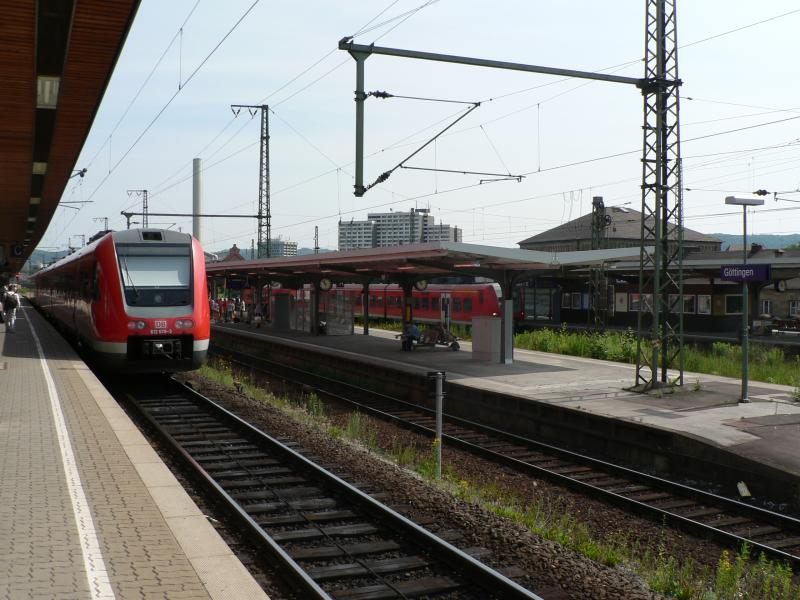
Blick vom Bahnsteig C auf die tieferen Bahnsteige B und A

Stand: Jahresfahrplan 2021

### Fernverkehr
| Linie  | Strecke | Taktfrequenz             |
| ------ | --- | ------------------------ |
| ICE 11 | Hamburg-Altona – Hannover – Göttingen – Fulda – Frankfurt – Stuttgart – München                                                                                       | einzelne Züge nachts     |
| ICE 11 | Berlin – Magdeburg – Braunschweig – Göttingen – Kassel-Wilhelmshöhe – Würzburg – München                                                                              | ein Zug pro Woche nachts |
| ICE 12 | Berlin Ostbahnhof – Braunschweig – Göttingen – Kassel-Wilhelmshöhe – Frankfurt – Mannheim – Freiburg – Basel (– Bern – Interlaken Ost)                                | Zweistundentakt          |
| ICE 13 | Berlin Ostbahnhof – Braunschweig – Göttingen – Kassel-Wilhelmshöhe – Frankfurt Süd – Frankfurt Flughafen                                                              | Zweistundentakt          |
| ICE 20 | (Kiel –) Hamburg – Hannover – Göttingen – Kassel-Wilhelmshöhe – Frankfurt – Mannheim – Karlsruhe – Freiburg – Basel – Zürich (– Chur)                                 | Zweistundentakt          |
| ICE 22 | (Kiel –) Hamburg – Hannover – Göttingen – Kassel-Wilhelmshöhe – Frankfurt – Frankfurt Flughafen – Mannheim – (Heidelberg –) Stuttgart                                 | Zweistundentakt          |
| ICE 25 | (Lübeck –) Hamburg – / Bremen – Hannover – Göttingen – Kassel-Wilhelmshöhe – Fulda – Würzburg – Nürnberg – Ingolstadt / Augsburg – München (– Garmisch-Partenkirchen) | Stundentakt              |
| ICE 26 | (Binz –) Stralsund – Rostock – Hamburg – Hannover – Göttingen – Kassel-Wilhelmshöhe – Gießen – Frankfurt – Heidelberg – Karlsruhe                                     | Zweistundentakt          |
| ICE 91 | Hamburg – Hannover – Göttingen – Kassel-Wilhelmshöhe – Fulda – Würzburg – Nürnberg – Regensburg – Plattling – Passau – Wels – Linz – St. Pölten – Wien                | ein Zugpaar              |
| IC 26  | Westerland – Hamburg – Hannover – Göttingen – Kassel-Wilhelmshöhe – Fulda – Würzburg – Augsburg – Berchtesgaden                                                       | einzelne Züge            |

### Nahverkehr
| Linie                    | Linienverlauf | Takt                                              | Betreiber                      | Strecke                          |
| ------------------------ | --- | ------------------------------------------------- | ------------------------------ | -------------------------------- |
| RE 1 (TH)                | Göttingen – Leinefelde – Gotha – Erfurt – Jena – Gera – Gößnitz – Glauchau (Sachs) | 120 min                                           | DB Regio Südost                | Bahnstrecke Bebra–Göttingen      |
| RE 2                     | Göttingen – Northeim – Kreiensen – Alfeld – Elze (Han) – Hannover (– Celle – Uelzen) | 60 min                                            | Metronom Eisenbahngesellschaft | Hannöversche Südbahn             |
| RB 80                    | Göttingen – Nörten-Hardenberg – Northeim – Katlenburg – Wulften – Hattorf – Herzberg – Barbis – Bad Sachsa – Walkenried – Ellrich – Niedersachswerfen – Nordhausen | 120 min                                           | DB Regio Nord                  | Südharzstrecke                   |
| RB 82                    | Göttingen – Nörten-Hardenberg – Northeim – Kreiensen – Seesen – Langelsheim – Goslar – Bad Harzburg | 120 min                                           | DB Regio Nord                  |                                  |
| RB 83                    | Göttingen – Friedland (Han) – Eichenberg – Witzenhausen Nord – Gertenbach – Hedemünden – Hann Münden – Speele – Fuldatal-Ihringshausen – Vellmar-Niedervellmar – Kassel Hbf (fährt im Abschnitt Göttingen – Eichenberg mit RB87 vereinigt) Stand: Fahrplanwechsel Dezember 2021                      | 60 min                                            | cantus                         | Bahnstrecke Halle–Hann. Münden   |
| RB 85                    | Oberweserbahn: Paderborn Hbf – Altenbeken – Bad Driburg – Brakel (Höxter) – Höxter-Ottbergen – Beverungen-Wehrden – Lauenförde-Beverungen – Bad Karlshafen – Bodenfelde – Vernawahlshausen – Offensen (Kr North) – Adelebsen – Lödingsen – Lenglern – Göttingen Stand: Fahrplanwechsel Dezember 2023 | 60 min (werktags) 120 min (Wochenenden/Feiertage) | NordWestBahn                   | Bahnstrecke Göttingen–Bodenfelde |
| RB 86                    | Göttingen – Nörten-Hardenberg – Northeim – Einbeck-Salzderhelden – Einbeck Mitte | einzelne Züge                                     | DB Regio Nord                  | Ilmebahn                         |
| RB 87                    | Göttingen – Friedland (Han) – Eichenberg – Bad Sooden-Allendorf – Eschwege-Niederhone – Eschwege – Eschwege-Niederhone – Wehretal-Reichensachsen – Sontra – Bebra (fährt im Abschnitt Göttingen – Eichenberg mit RB83 vereinigt) Stand: Fahrplanwechsel Dezember 2021                                | 60 min                                            | cantus                         | Bahnstrecke Bebra–Göttingen      |
| Stand: 11. Dezember 2022 | |                                                   |                                |                                  |

## Bahnhofsvorplatz
Der östlich vorgelagerte Bahnhofsvorplatz wurde auf dessen Nordseite von 1870 bis 1978 vom Gebäude der Deutschen Reichspost gerahmt, einem repräsentativen Neorenaissancebau nach Entwurf von Carl Schwatlo.
Zu Beginn des 20. Jahrhunderts wurde der Bahnhofsvorplatz als Grünanlage neugestaltet. Im Sommer wurden nunmehr Palmen vor der Anlage aufgestellt, die das Bild des Bahnhofs bis zum Zweiten Weltkrieg prägten. Nach dem Zweiten Weltkrieg veränderte sich der Vorplatz durch Anlegungen von Parkplätzen, einem Omnibusbahnhof und der Verlegung der östlich vorüberführenden Berliner Straße.
Ende der 1990er Jahre erfolgte die vorerst letzte große Umgestaltung des Bahnhofsvorplatzes, die auf einen Architektenwettbewerb von 1995 zurückging, bei dem sich als Gewinner das Architekturbüro Kellner-Schleich-Wunderling aus Hannover durchsetzte. Neue prägende Bauelemente der 1999 fertiggestellten Neugestaltung wurden u. a. ein Zentraler Omnibusbahnhof (ZOB), eine lange Pergola, die den Vorplatz von der Berliner Straße städtebaulich abgrenzt und ein „Stadtinformationsturm“ („Ceres-Pavillon“) in Verlängerung der zur Innenstadt führenden Goethe-Allee. Das südlich des Empfangsgebäudes entstandene „Fahrrad-Parkhaus“ sollte die wachsende Zahl von am Bahnhof abgestellten Fahrrädern unterbringen.
Seit 2015 steht auf der großen steinernen Freifläche vor dem Haupteingang des Empfangsgebäudes die monumentale soziale Plastik Dem Landesvater seine Göttinger Sieben der Bildhauerin Christiane Möbus.

Galerie zum Bahnhofsvorplatz
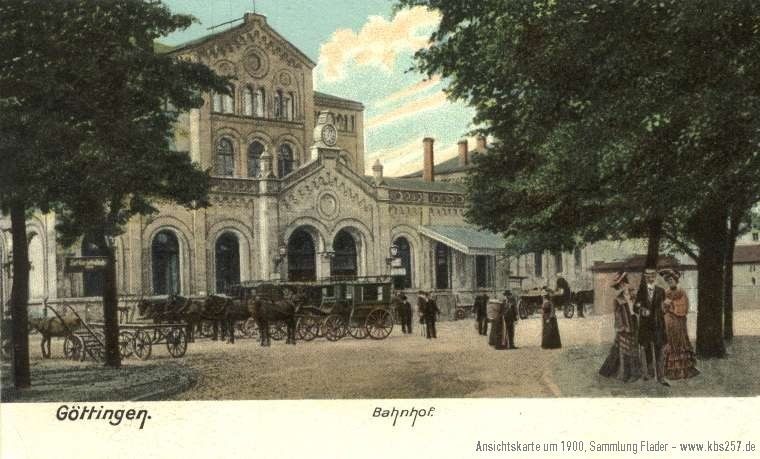
Bahnhofs-Ostseite um 1900
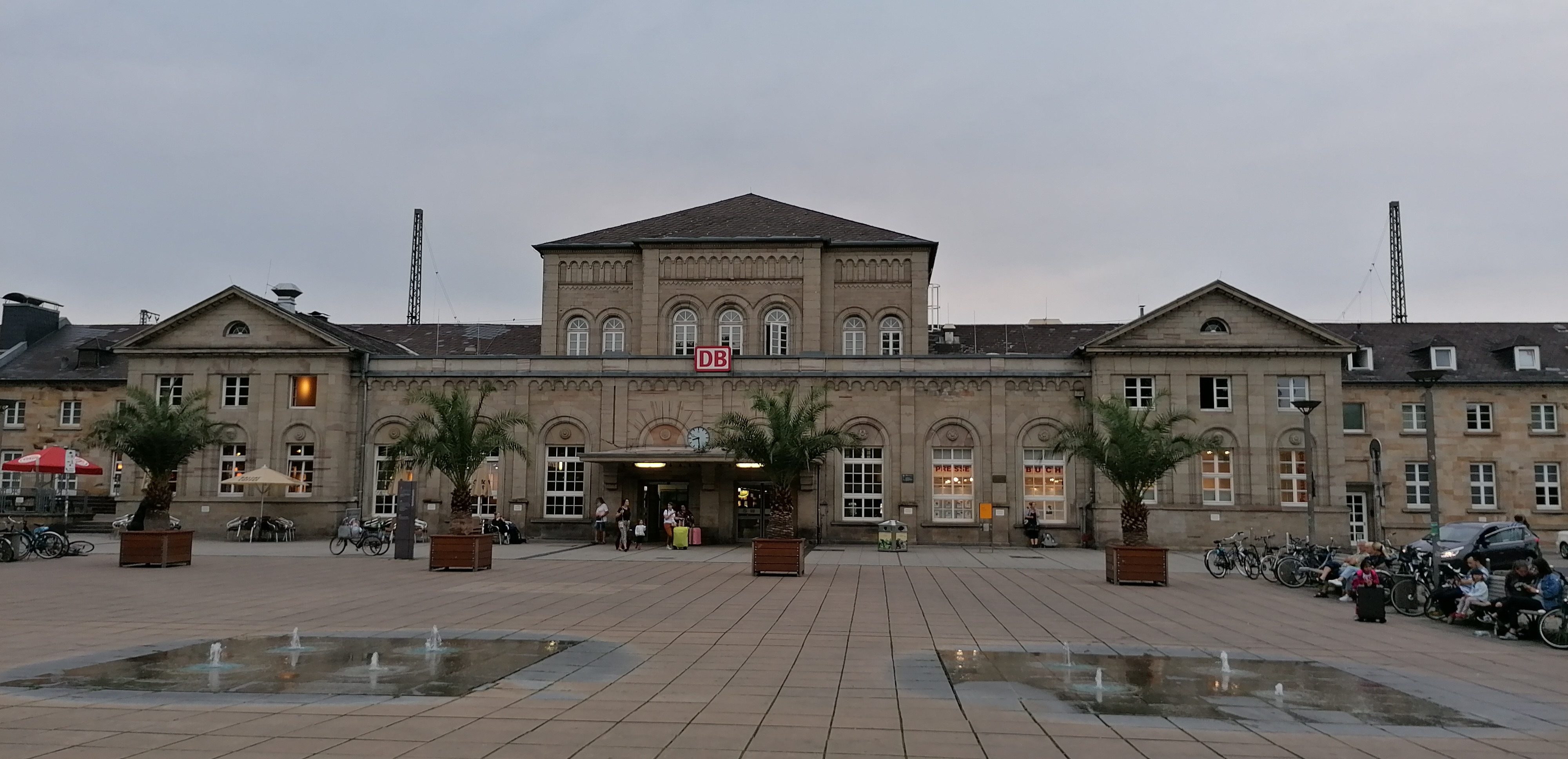
Freifläche mit sommerlichem Wasserspiel vor dem Empfangsgebäude (2019)
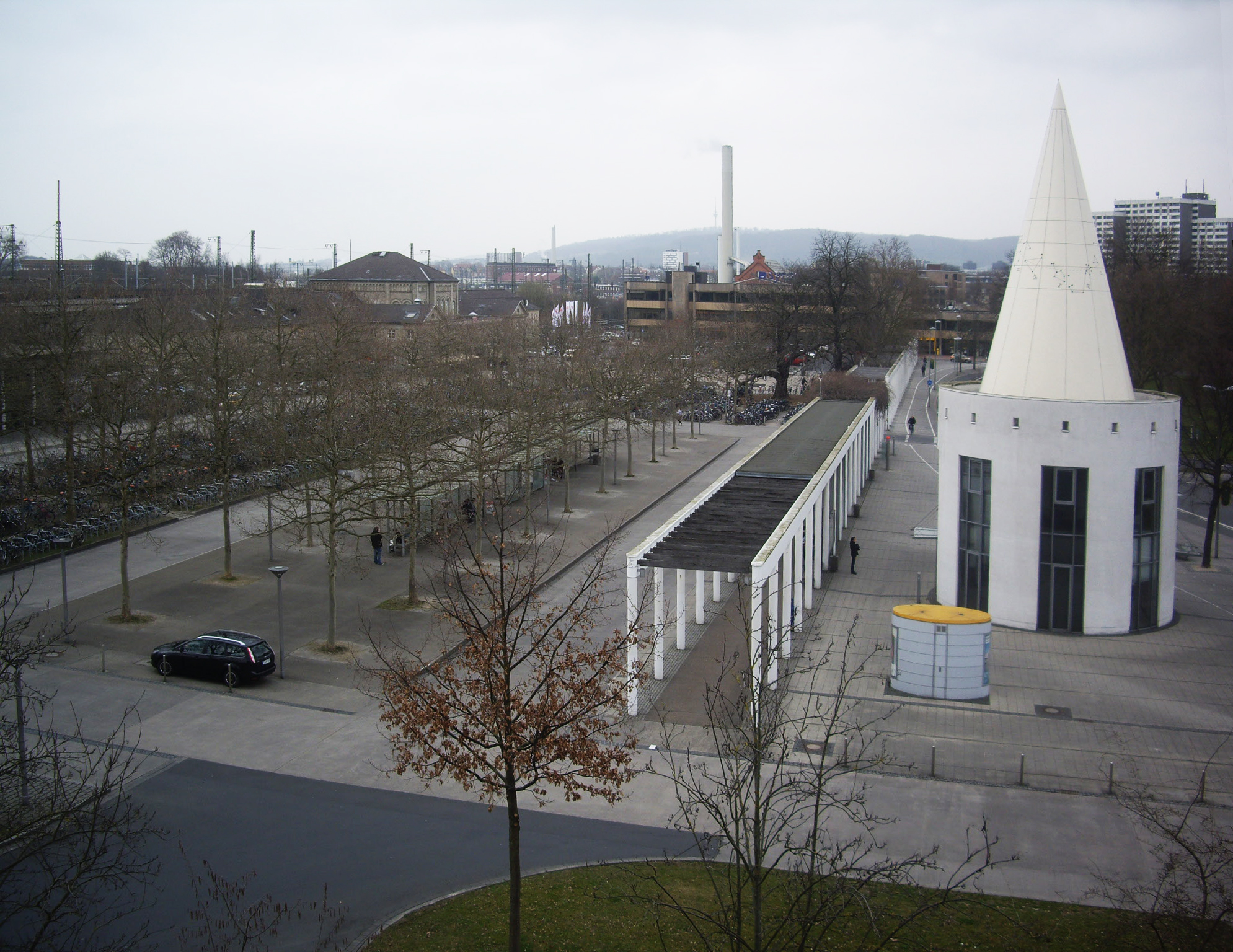
Pergola, ZOB und Informationspavillon, Blick nach Norden (2015)
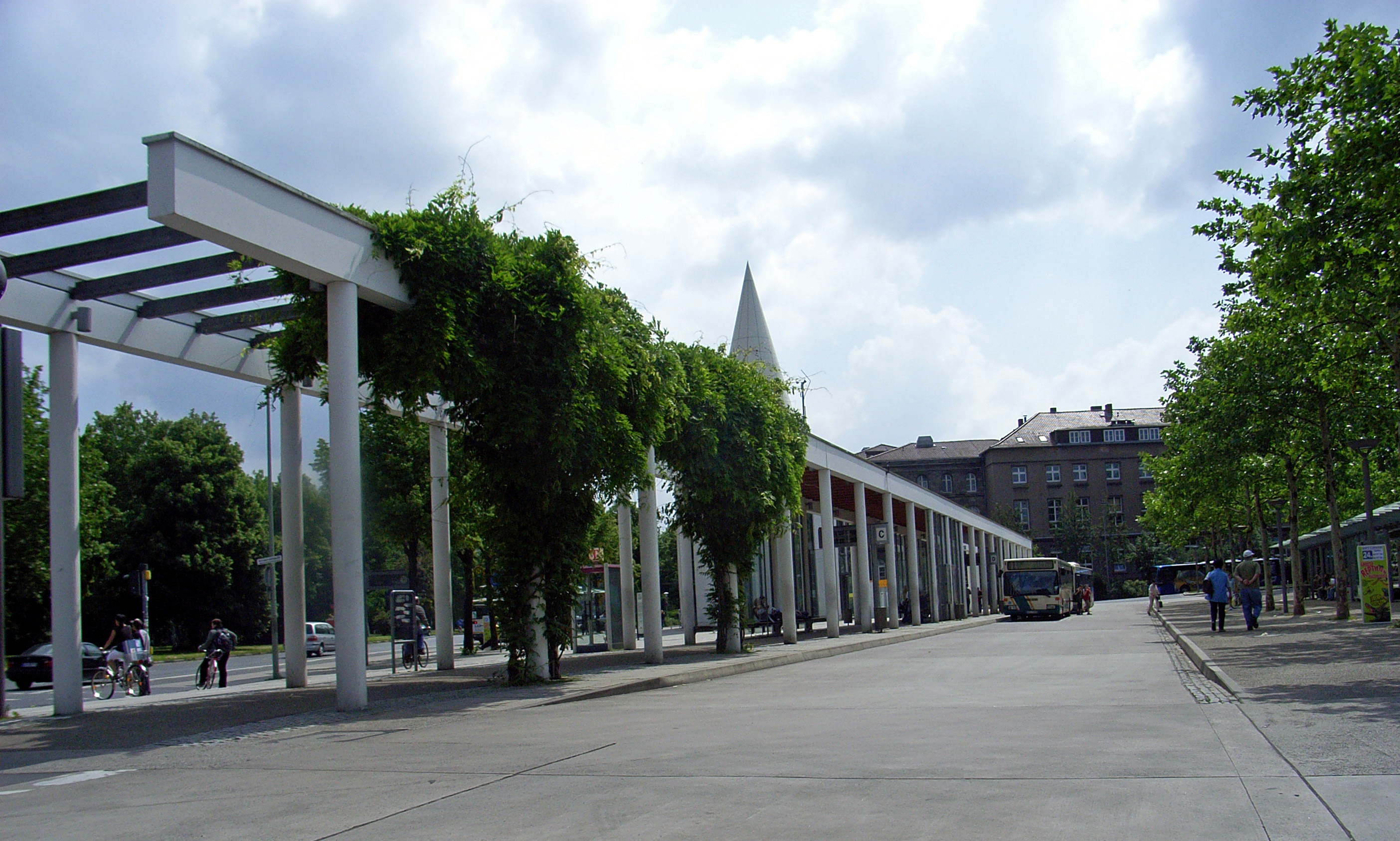
Pergola und ZOB, Blick nach Süden (2007)
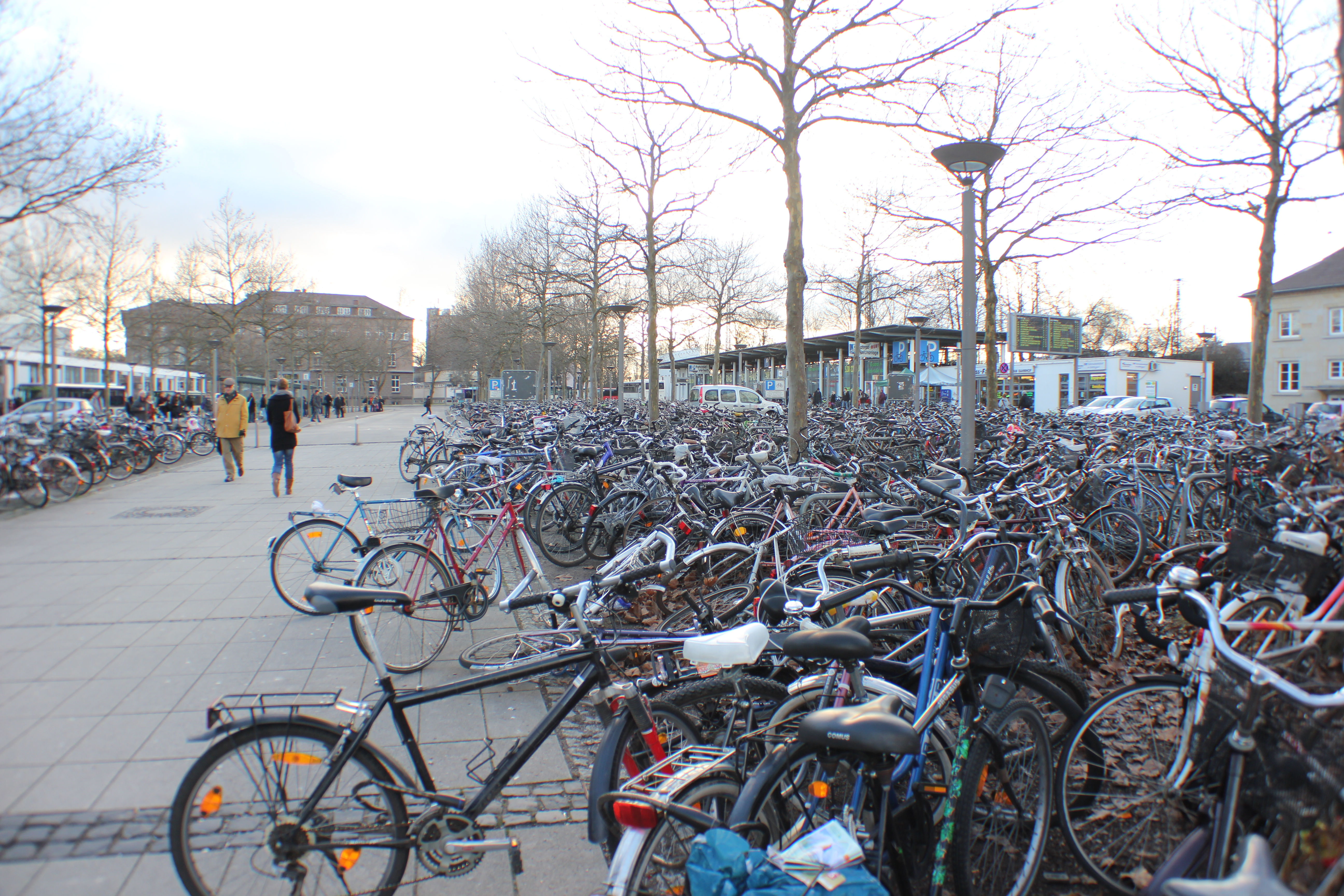
Fahrradabstellplätze auf dem südlichen Bahnhofsvorplatz (2012)
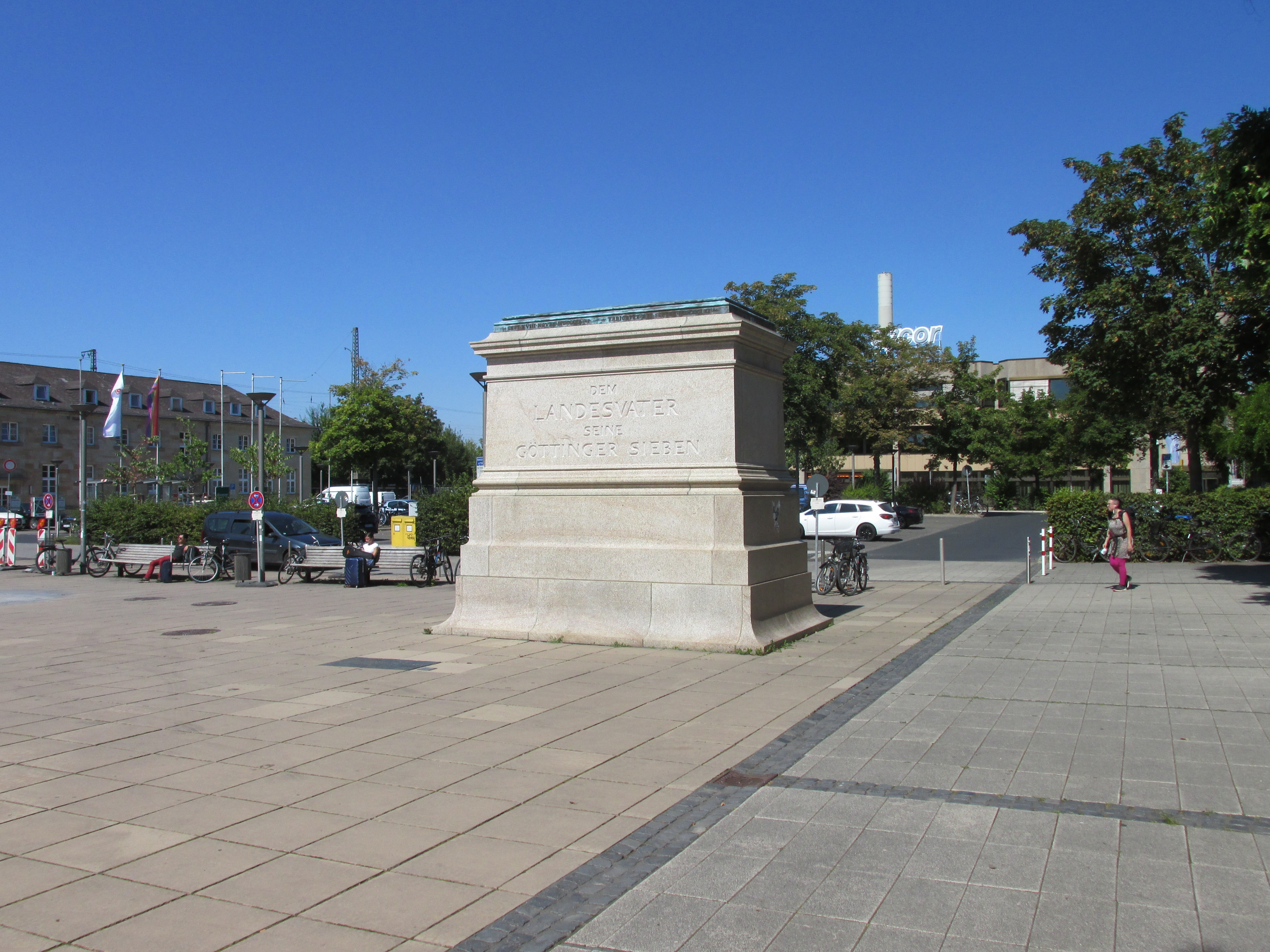
Kunstwerk Dem Landesvater seine Göttinger Sieben (2020)

## Eisenbahnausbesserungswerk und Lokhalle
Auf der der Innenstadt abgewandten Westseite des Bahnhofs befindet sich in etwa 100 m Entfernung als großes markantes Gebäude die Lokhalle. Dieses historische Industriedenkmal beherbergt heute ein großes Multiplex-Kino und eine als Tagungs- und Veranstaltungsort genutzte Mehrzweckhalle. Die Halle bietet 5.400 m² Veranstaltungs- und 3.000 m² Foyerfläche. Ursprünglich befand sich dort seit 1855 ein Eisenbahnausbesserungswerk. Anlass für die Errichtung dieses Werkes in der bis dahin wenig industrialisierten Universitätsstadt war die Weiterführung der Trasse nach Hannoversch Münden über die sog. Dransfelder Rampe. Den Zügen mussten wegen der dortigen Steigungen ab Göttingen stärkere Loks vorgespannt werden, die in dem Göttinger Werk gewartet und repariert wurden. Das Gebäude der heutigen Lokhalle wurde ab 1917 errichtet. Nachdem 1976 das Ausbesserungswerk geschlossen worden war, war das Gelände zunächst für zwei Jahrzehnte dem Verfall preisgegeben und es war keine adäquate Nachnutzung möglich, zumal die Lokhalle 1981 in die vorläufige Liste der Baudenkmäler durch das niedersächsische Institut für Denkmalpflege aufgenommen wurde. Erst ab 1993 konkretisierten sich die Pläne für die Hallennutzung als Veranstaltungsgelände. Das Multiplexkino im nördlichen Teil der Anlage wurde 1996 eröffnet, die Veranstaltungsfläche im südlichen Bereich der Lokhalle eröffnete im Dezember 1998.